# Gary Halvorson
Gary Halvorson es un director de series de televisión y de cine estadounidense.

## Dirección
Estudió para pianista clásico, pero primero destacó como director de comedias de situación como Friends (de la que dirigió 56 episodios) y The Drew Carey Show. También realizó su debut como director cinematográfico con The Adventures of Elmo in Grouchland (1999), una película infantil. 
Para la New York Metropolitan Opera, ha dirigido teatros en alta definición de  La flauta mágica (30 Dic 2006), Los puritanos de Escocia (6 de enero de 2007), El barbero de Sevilla (24 de marzo de 2007), El tríptico (28 de abril de 2007), Romeo y Julieta (15 de diciembre de 2007), Macbeth (11 de enero de 2008), Peter Grimes (15 de marzo de 2008), La Bohème (5 de abril de 2008), La hija del regimiento (26 de abril de 2008), la apertura de la gala 2008-09 protagonizada por Renée Fleming (22 de septiembre de 2008), Doctor Atómico (8 de noviembre de 2008), Thaïs (20 de diciembre de 2008), Lucía de Lammermoor (7 de febrero de 2009), Madama Butterfly (7 de marzo de 2009), La Cenicienta (9 de mayo de 2009), Tosca (10 de octubre de 2009), Aida (23 de octubre de 2008), Turandot (7 de noviembre de 2009), Los cuentos de Hoffmann (19 de diciembre de 2009), Carmen (16 de enero de 2010), Armida (1 de mayo de 2010), El oro del Rin (9 de octubre de 2010), Don Pasquale (13 de noviembre de 2010) y Don Carlos (11 de diciembre de 2010). 
Halvorson también ha dirigido el concierto en directo desde París de Paul Simon "You're The One", el cual se estrenó en la PBS y está disponible en DVD. 

### Créditos seleccionados
- Festival Musical CMA: La Fiesta Más Grande de la Música Country (2008) (TV) (posproducción)
- Hasta que la muerte nos separe
- Canta con nosotros
- 81º Desfile Anual de Macy's por Acción de Gracias
- Friends
- Rules of Engagement
- "Metropolitan Opera: Directo en HD"
- Dos hombres y medio
- Lucky Louie
- Joey
- Kenny Chesney: Somewhere in the Sun
- Complete Savages
- Everybody Loves Raymond
- Committed
- Lies and the Wives We Tell Them To
- What I Like About You
- Xuxa
- The Nick & Jessica Variety Hour
- The Tracy Morgan Show"
- 2003 ABC World Stunt Awards
- Everything But the Girl
- Jesse
- The Norm Show
- Sabrina, cosas de brujas
- Grace Under Fire
- Roseanne
- The Wayans Bros.
- Los 10º Premios Anual de Comedia Americana
- Adventures in Wonderland
- The Country Girl
- True Jackson, VP
- The Adventures of Elmo in Grouchland

## Premios y nominaciones
Ganó un Premio Emmy en la Categoría de "Destacable Dirección Especial" por el 78º Desfile Anual de Macy's para Acción de Gracias, emitido por NBC. También ha sido nominado para "Destacable Director en Serie de Comedia", por su trabajo en Everybody Loves Raymond. 